# (582) Олимпия
(582) Оли́мпия (греч. Ολυμπία) — астероид главного пояса, который принадлежит к светлому спектральному классу S. Он был открыт 23 января 1906 года немецким астрономом Августом Копфом в Хайдельберге и назван в честь древнегреческого святилища Олимпии.

Орбита астероида Олимпия и его положение в Солнечной системе
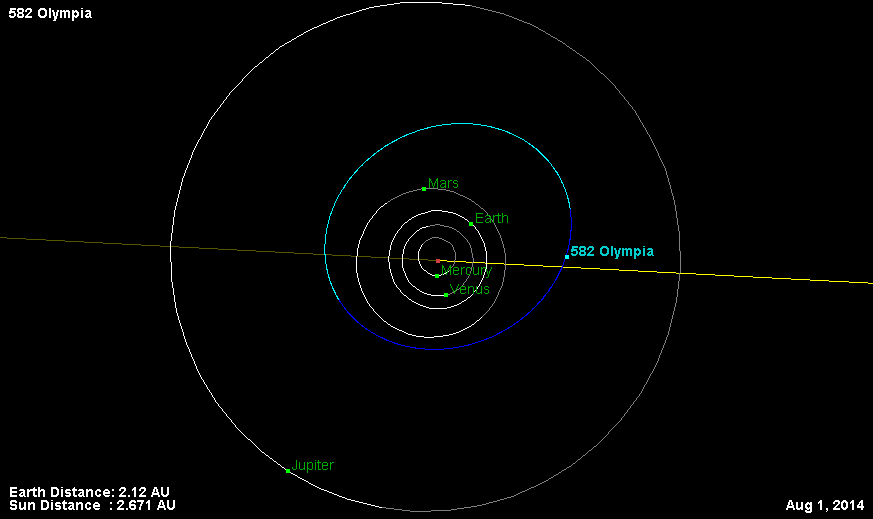
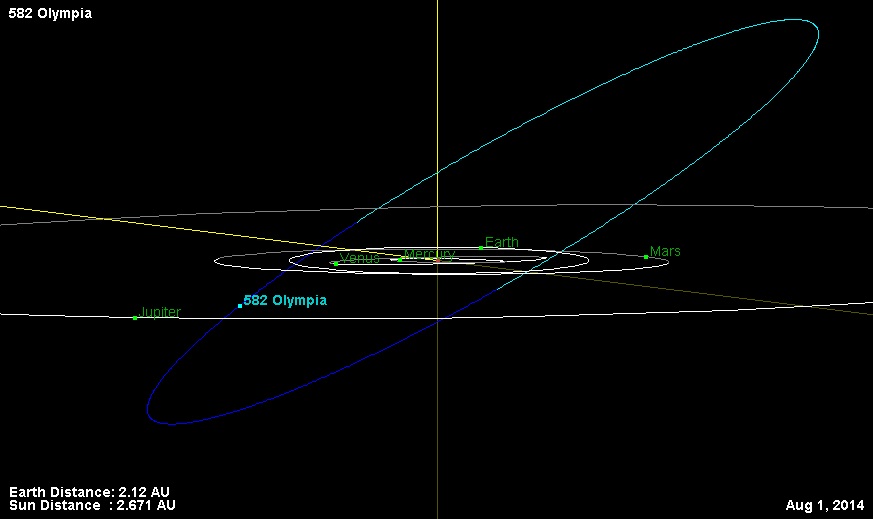